# Campeonato de Fútbol de Costa Rica 1952
El Campeonato de Fútbol de 1952, fue la edición número 32 de Liga de Fútbol de Costa Rica en disputarse, organizada por la FEDEFUTBOL.
Este torneo fue uno de los más cortos de la historia futbolística costarricense, ya que se disputaron únicamente 9 encuentros por equipo, debido a un atraso al inicio del mismo.
Sorpresivamente el Deportivo Saprissa consigue su primer campeonato en la máxima categoría apenas en su tercera temporada, y de forma invicta, convirtiéndose en el séptimo equipo en ganar el campeonato. Por su parte Moravia gana la serie de promoción al Nicolás Marín.

## Equipos participantes
| Provincia | N.º | Equipos                                                                                         |
| --------- | --- | ----------------------------------------------------------------------------------------------- |
| San José  | 7   | La Libertad, Gimnástica Española, Orión, Universidad de Costa Rica, Saprissa, Uruguay y Moravia |
| Alajuela  | 1   | Alajuelense                                                                                     |
| Cartago   | 1   | Cartaginés                                                                                      |
| Heredia   | 1   | Herediano                                                                                       |

## Formato del Torneo
El torneo disputado a una única vuelta. Los equipos debían enfrentarse todos contra todos, el último lugar disputaría la promoción contra el campeón de Segunda División. Universidad y Moravia presentaron un empate en el último lugar, por lo que se jugó un partido extra para determinar el equipo que disputaría la promoción. Moravia y Universidad de Costa Rica disputaron un partido extra para determinar quien disputaría la liguilla por el no descenso, al terminar empatados en el último lugar de la tabla.

## Tabla de posiciones
| Equipo | Pts | PJ | PG | PE | PP | GF | GC | DG  |
| --- | --- | -- | -- | -- | -- | -- | -- | --- |
| Deportivo Saprissa | 16  | 9  | 7  | 2  | 0  | 22 | 5  | +17 |
| Liga Deportiva Alajuelense | 14  | 9  | 6  | 2  | 1  | 18 | 5  | +13 |
| Club Sport Herediano | 13  | 9  | 5  | 3  | 1  | 19 | 7  | +12 |
| Club Sport Cartaginés | 10  | 9  | 5  | 0  | 4  | 19 | 21 | -2  |
| Orión F.C. | 9   | 9  | 3  | 3  | 3  | 18 | 13 | +5  |
| Club Sport La Libertad | 8   | 9  | 2  | 4  | 3  | 11 | 16 | -5  |
| Club Sport Uruguay de Coronado | 7   | 9  | 3  | 1  | 5  | 16 | 18 | -2  |
| Sociedad Gimnástica Española | 7   | 9  | 3  | 1  | 5  | 9  | 14 | -5  |
| Universidad de Costa Rica | 5   | 10 | 1  | 3  | 6  | 12 | 26 | -14 |
| Unión Deportiva Moravia | 3   | 10 | 1  | 1  | 8  | 11 | 30 | -19 |
| Pts – Puntos; PJ – Partidos Jugados; PG - Partidos Ganados; PE - Partidos Empatados; PP - Partidos Perdidos; GF – Goles a Favor; GC – Goles en Contra; DG – Diferencia de Goles |     |    |    |    |    |    |    |     |

|  |                  |
|  | Campeón Nacional |

|  |                                                                        |
|  | Disputa liguilla del no descenso contra el campeón de Segunda División |

| Campeón Deportivo Saprissa Campeonato #1 |

Planilla del Campeón: Rodolfo Sanabria, Greivin Zumbado, Alex Sánchez, Alberto Ramírez, Tulio Quirós, Isaías Araya, Elías Valenciano, Rodolfo Herrera, Álvaro Murillo, Manuel Rodríguez, Rubén Jiménez, José “Saningo” Soto, Carlos Láscarez, Ulises Agüero, Claudio León, Francisco Campos, Guillermo Hernández, Ismael Molina, Jorge Alpízar, Mario Cordero, Jorge Gamboa, Orlando León.

## Goleadores
| Jugador              | Equipo              | Goles |
| -------------------- | ------------------- | ----- |
| Jaime Meza           | Cartaginés          | 7     |
| Fello Meza           | Cartaginés          | 7     |
| Miguel Ángel Zeledón | Orión               | 7     |
| Zúñiga               | Uruguay de Coronado | 7     |
| José Soto            | Saprissa            | 6     |
| Rodolfo Herrera      | Saprissa            | 6     |
| Álvaro Murillo       | Saprissa            | 5     |
| Joaquín Quirós       | Alajuelense         | 5     |

## Descenso
Se disputó una serie de promoción por la permanencia en Primera División, entre Moravia y Nicolás Marín, ganada por el primero con marcadores de 2-1 y 1-1. 
| Promoción del no descenso     | Promoción del no descenso |
| ----------------------------- | ------------------------- |
| Descendido a Segunda División | No hubo                   |
| Ascenso a Primera División    | No hubo                   |

## Torneos
| Predecesor: Campeonato 1951 | Liga de Fútbol de Costa Rica Campeonato 1950 | Sucesor: Campeonato 1953 |